# دهستان زاوه
زاوه دهستانی در بخش مرکزی شهرستان زاوه استان خراسان رضوی ایران است. بر پایه سرشماری عمومی نفوس و مسکن در سال ۱۳۹۰ جمعیت این دهستان ۱۷٬۰۳۸ نفر (در ۴٬۸۵۸ خانوار) بوده است.